# Zásady obchodního zákoníku
Zásady obchodního zákoníku (přesněji zásady, na kterých spočívá obchodní zákoník) byly podle § 1 odst. 2 obchodního zákoníku posledním ze čtyř pramenů českého obchodního práva v letech 1992 až 2013. Bylo možné je využít pouze v případě, kdy konkrétní případ nešlo posoudit podle pramenů ostatních, tedy ani podle obchodního zákoníku, ani podle občanského zákoníku, ale ani podle obchodních zvyklostí.
Zásady nebyly v obchodním zákoníku vyjádřeny výslovně. Jako základní principy regulace závazkových vztahů v obchodním zákoníku bylo možné vytknout následující:
- zásada jednotnosti soukromého práva
- zásada svrchovanosti zákona
- zásada rovnosti účastníků obchodních závazkových vztahů
- zásada smluvní svobody
- zásada dispozitivnosti právní úpravy
- zásada bezformálnosti právních jednání
- zásada profesionality a poctivosti v obchodních jednáních
- internacionální princip
- zásada vyloučení zpětné účinnosti zákona
- zásada dodržování a plnění smluv (pacta sunt servanda)